# Club Social y Deportivo Central Ballester
O Club Social y Deportivo Central Ballester, conhecido como Central Ballester, é um clube de futebol argentino da cidade de José León Suárez, no partido de General San Martín, na província de Buenos Aires. Fundado em 26 de outubro de 1974, suas cores são o amarelo e o azul          . Atualmente participa da Primera División D, a quinta e última divisão do futebol argentino para as equipes diretamente afiliadas à Associação do Futebol Argentino (AFA), entidade máxima do futebol na Argentina. O clube não possui estádio próprio, ainda está em construção, e manda seus jogos no estádio do Juventud Unida, Ciudad de San Miguel, que tem capacidade aproximada para 1.500 pessoas.

## História

### Fundação
Em 26 de outubro de 1974 (em reconhecimento a data de fundação da Villa Ballester) foi fundado o Club Social y Deportivo Central Ballester, como consequência da insatisfação de alguns sócios do Club Central Argentino (clube que competiu no futebol argentino nas suas origens) com a decisão de alguns dirigentes de saírem das competições da Associação do Futebol Argentino (AFA) e abandonarem a prática oficial do futebol. No ano seguinte o novo clube filiou-se à AFA e começou a participar da Primera D, quarta divisão, com as mesmas cores do antigo Central Argentino. Suas faixas verticais amarelas e azuis eram as cores usadas pela antiga empresa ferroviária de origem britânica, Ferrocarril Central Argentino, nas suas barreiras como forma de prevenção.

## Cronologia no Campeonato Argentino de Futebol
| Período                 | Campeonato                 | Divisão | Associação | Ref.        |
| ----------------------- | -------------------------- | ------- | ---------- | ----------- |
| 1975 — Apertura de 1986 | Primera División D         | Quarta  | AFA        | [ 1 ] [ 7 ] |
| 1986–87 — 1987–88       | Primera División D         | Quinta  | AFA        | [ 1 ] [ 7 ] |
| 1988–89                 | Desfiliação Regulamentária |         |            | [ 1 ] [ 7 ] |
| 1989–90 — 1995–96       | Primera División D         | Quinta  | AFA        | [ 1 ] [ 7 ] |
| 1996–97                 | Primera División C         | Quarta  | AFA        | [ 1 ] [ 7 ] |
| Desde 1997–98           | Primera División D         | Quinta  | AFA        | [ 1 ] [ 7 ] |

## Títulos
Sua única promoção, da Primera D para a Primera C, foi na temporada de 1995–96, quando foi campeão do torneio Apertura de 1995 e a final da temporada da quinta divisão.
| NACIONAIS | NACIONAIS  | NACIONAIS | NACIONAIS  |
| Divisão   | Competição | Títulos   | Temporadas |
| --------- | ---------- | --------- | ---------- |
| Quinta    | Primera D  | 1         | 1995–96    |